# Darren Shahlavi
Darren Majian Shahlavi (ur. 5 sierpnia 1972 w Stockport, zm. 14 stycznia 2015 w Los Angeles) – angielski aktor filmowy i telewizyjny, mistrz sztuk walki i kaskader, występował w filmach walki, m.in. serii Mortal Kombat.

## Życiorys

### Wczesne lata
Urodził się w Stockport, północno-zachodniej Anglii. Wychowywał się z młodszą siostrą Elisabeth (ur. 15 października 1986) i bratem Robertem.
Miał siedem lat, kiedy zaczął trenować sztuki walki w starym teatrze w Manchesterze, w Anglii. Zainspirowany filmami z Bruce’em Lee i innymi filmami akcji takimi jak Gwiezdne wojny, marzył o zawodzie aktora, trenując Judo i karate Shotokan do czternastego roku życia, a potem zaczął ćwiczyć kick-boxing. Kiedy miał siedemnaście lat uczęszczał do seminarium walki choreografii w Hongkongu pod kierunkiem Donniego Yena.

### Kariera
Na początku lat dziewięćdziesiątych przeprowadził się do Hongkongu, gdzie rozpoczął karierę jako kaskader, zanim chiński choreograf Yuen Woo-ping zatrudnił go jako główny czarny charakter w filmie Tai Chi Master (1993) z Jetem Li i Michelle Yeoh. Na początku swojej kariery filmowej, był prowadzony przez producenta i scenarzystę filmów akcji – Beya Logana.
Potem pojawiał się również w rolach drugoplanowych w filmach hollywoodzkich. Wystąpił w roli seryjnego mordercy grasującego w Nowym Jorku w filmie akcji Gdy księżyc ma barwę krwi (Bloodmoon, 1997) z Garym Danielsem i Frankiem Gorshinem, a następnie zagrał w komedii sensacyjnej Ja, szpieg (2002) u boku Eddiego Murphy’ego i thrillerze sci-fi Wersja ostateczna (2004) z Robinem Williamsem. W filmie Uwe Bolla BloodRayne (2006) był księdzem.
Na swoim koncie miał również role w filmach: Alone in the Dark: Wyspa cienia (2005), Robale (Slither, 2006), 300 (2006), Watchmen: Strażnicy (2009) oraz Ip Man 2 (2010) jako Taylor „The Twister” Milos. Na planie filmowym pracował także jako kaskader, m.in. Kroniki Riddicka (2004) czy Noc w muzeum 2 (Night at the Museum: Battle of the Smithsonian, 2009).
Można go było podziwiać także w serialach Mortal Kombat: Legacy (2011) jako Kano i Arrow (2012), gdzie wcielił się w Constantine'a Drakona. Ostatnio pracował na planie Krwawy biznes (Pound of Flesh, 2015) z Jeanem-Claude’em van Damme’em.

### Życie prywatne
28 lutego 2000 ożenił się z kanadyjską kick-bokserką Lurainą Undershute (ur. 20 sierpnia 1978). Jednak rozwiedli się w 2003 roku.
14 stycznia 2015 został znaleziony martwy w swoim domu w Los Angeles. Jak poinformowała jego agentka Kathy Carpenter w The Hollywood Reporter, zmarł we śnie w wieku 42 lat. Według portalu TMZ.com przedawkował narkotyki. Jednak ta wiadomość została szybko zdementowana przez jego przyjaciela Scotta Adkinsa, który twierdził, że winne są leki przeciwbólowe przepisane na kontuzjowane biodro i które wywołały reakcję alergiczną, która doprowadziła do jego zgonu. Przyczyną śmierci był atak serca spowodowany miażdżycą.

## Wybrana filmografia

### Filmy fabularne
- 1997: Gdy księżyc ma barwę krwi (Bloodmoon) jako zabójca
- 2002: Ja, szpieg (I Spy) jako Cedric Mills
- 2003: Sometimes a Hero jako Russ Fortus
- 2004: Wersja ostateczna (The Final Cut) jako Karim
- 2005: Alone in the Dark: Wyspa cienia jako John Dillon
- 2006: Robale (Slither) jako mąż Brendy
- 2006: 300 jako Pers
- 2006: BloodRayne jako ksiądz
- 2007: Dungeon Siege: W imię króla jako Gatekeeper
- 2009: Watchmen: Strażnicy
- 2010: W odwecie za śmierć (Born to Raise Hell) jako Costel
- 2011: Dziewczyna w czerwonej pelerynie jako człowiek z szablą
- 2011: Siła taktyczna (Tactical Force) jako Storato
- 2012: Aladyn i Lampa śmierci (Aladdin and the Death Lamp, TV) jako Aladdin
- 2015: Krwawy biznes (Pound of Flesh) jako Goran

### Seriale TV
- 2005: Poszukiwani jako inteligentny oficer
- 2007: Żniwiarz (The Reaper) jako Dash Ariell
- 2007: Bionic Woman: Agentka przyszłości jako Machete
- 2007: Sanctuary jako Ennis Camden
- 2009: Tajemnice Smallville jako meksykański twardziel
- 2011: Mortal Kombat: Legacy jako Kano
- 2012: Bez litości jako Bohan Popovich
- 2012: Arrow jako Constantine Drakon